# Georgia Stevens
Pas d'image ? Cliquez ici

a Compétitions nationales et continentales officielles uniquement.

b Matchs officiels uniquement.
Dernière mise à jour le 11 janvier 2025.
Georgia Stevens est une joueuse anglaise de rugby à XV, née le 13 juin 1973, de 1,71 m pour 79 kg, occupant le poste de troisième ligne aile à Clifton.
Elle exerce l'activité de professeur.

## Biographie
Georgia Stevens fait partie du groupe anglais retenu pour disputer la Coupe du monde 2006 au Canada.

## Palmarès
(au 15.08.06)
- 55 sélections en Équipe d'Angleterre de rugby à XV féminin